# Cognocoli-Monticchi
Cognocoli-Monticchi (korziško Cugnoculu è Muntichji) je naselje in občina v francoskem departmaju Corse-du-Sud regije - otoka Korzika. Leta 2007 je naselje imelo 183 prebivalcev.

## Geografija
Kraj, sestavljen iz zaselkov Cognocoli, Marato, Pratavone in Monticchi; slednji je v ruševinah in zapuščen; leži v zahodnem delu otoka Korzike 35 km jugovzhodno od središča Ajaccia.

## Uprava
Občina Cognocoli-Monticchi skupaj s sosednjimi občinami Albitreccia, Azilone-Ampaza, Campo, Cardo-Torgia, Coti-Chiavari, Forciolo, Frasseto, Grosseto-Prugna, Guargualé, Pietrosella, Pila-Canale, Quasquara, Serra-di-Ferro, Santa-Maria-Siché, Urbalacone in Zigliara sestavlja kanton Santa-Maria-Siché s sedežem v istoimenskem kraju. Kanton je sestavni del okrožja Ajaccio.
1. ↑  »Populations légales 2016«. Nacionalni inštitut za statistične in gospodarske raziskave. Pridobljeno 25. aprila 2019.